# رودلف اولسن
رودلف اولسن (بالنرويجية البوكمول: Rudolf Olsen)‏ هو مالك سفن ‏ نرويجي، ولد في 29 سبتمبر 1882 في Hvitsten ‏ في النرويج، وتوفي في 26 يناير 1951.